# Katrin Praprotnik
Katrin Praprotnik (geboren am 13. Februar 1986) ist eine österreichische Politikwissenschaftlerin und Co-Leiterin des Austrian Democracy Lab.

## Leben und Ausbildung
Katrin Praprotnik absolvierte zwischen 2004 und 2008 an der Universität Wien das Bakkalaureatsstudium Publizistik- und Kommunikationswissenschaften und bis Oktober 2009 ein Diplomstudium in Politikwissenschaften. 2015 wurde sie ebenfalls an der Universität Wien in Sozialwissenschaften bei Wolfgang C. Müller mit einer Arbeit zur Umsetzung von Wahlversprechen in Österreich promoviert. Während ihres Studiums absolvierte sie Auslandsaufenthalte an Universitäten in Paris, Mannheim, Essex und Hamburg.
Nach ihrem Diplomstudium wirkte sie 2009 in unterschiedlichen Funktionen u. a. an der AUTNES (Österreichische Nationale Wahlstudie), als Projektmitarbeiterin an der Universität Mannheim und als Universitätsassistentin am Institut für Staatswissenschaft in Wien. Nach ihrer Promotion war sie von 2015 bis 2017 als wissenschaftliche Mitarbeiterin in den Fachgebieten Politikwissenschaft und im Arbeitsbereich Vergleichende Regierungslehre an der Universität Hamburg tätig. Von 2018 bis Anfang 2022 arbeitete sie als wissenschaftliche Mitarbeiterin am Research Lab Democracy and Society in Transition an der Donau-Universität Krems. Seit Februar 2022 ist sie Co-Leiterin des Austrian Democracy Labs (ADL) am Zentrum für Gesellschaft, Wissen und Kommunikation der Universität Graz bzw. am Institut für Strategieanalysen.
Zusätzlich zu ihrer wissenschaftlichen Ausbildung absolvierte Praprotnik eine Ausbildung als Berufssprecherin.
Katrin Praprotnik ist verheiratet und hat zwei Kinder.

## Forschung
Ihre Forschungsschwerpunkte liegen auf dem politischen Wettbewerb und Koalitionen, Parteien im europäischen Vergleich, politischer Repräsentation, Wahlverhalten, österreichischer Politik und den empirischen Methoden der Sozialwissenschaften.
Praprotnik hat eine Vielzahl von wissenschaftlichen Publikationen in Büchern, auf Konferenzen und in weiteren Veröffentlichungen. Sie unterrichtet u. a. an der Universitäten Wien, Hamburg, Innsbruck, Krems.
Aufgrund ihrer Expertise zur österreichischen (Innen-)Politik wird sie oft für Experteninterviews von nationalen und internationalen Medien angefragt.
Ende 2022 brachte sie gemeinsam mit Flooh Perlot ein neues Standardwerk zum österreichischen politischen System heraus, welches als Open Access verfügbar ist.
Sie ist Vorstandsmitglied in der ECPR Standing Group Federalism & Regionalism sowie bei der Österreichischen Gesellschaft für Politikwissenschaft.

## Auszeichnungen
Katrin Praprotnik wurde für ihre Forschungen mehrfach ausgezeichnet, u.a für folgende Arbeiten:
- Hans Daalder Prize für das beste Papier der ECPR Graduate Conference 2012 (gemeinsam mit Laurenz Ennser-Jedenastik) für Linking election pledges to policy outcomes: the Austrian case
- Gordon Smith and Vincent Wright Memorial Prize für eines der zwei besten Papiere des Jahres 2014, publiziert in West European Politics (gemeinsam mit Laurenz Ennser-Jedenastik) für Coalition Policy Making under Constraints: Examining the Role of Preferences and Institutions
- Doc.Award 2016 für ihre ausgezeichnete Dissertation, verliehen durch die Universität Wien und die Stadt Wien
- Föderalismus-Preis 2021 für die Arbeit Satisfaction with Democracy. Insights from Sub-national Politicians in Austria, verliehen durch die Landtagspräsidenten Österreichs und Südtirols sowie durch das Institut für Föderalismus

## Werke
Bücher
- Parteien und ihre Wahlversprechen. Einblicke in die Politikgestaltung in Österreich. Springer, Wiesbaden 2016, ISBN 978-3-658-16270-2.
- Andrea T. Hermann, Daniela Ingruber, Flooh Perlot, Katrin Praprotnik, Christina Hainzl (Hrsg.): regional. national. föderal. Zur Beziehung Politischer Ebenen in Österreich. Facultas, Wien 2016.
- Katrin Praprotnik, Perlot Flooh (Hrsg.): Das politische System Österreichs. Basiswissen und Forschungseinblicke. Böhlau, Wien 2022, ISBN 978-3-205-21594-3.

Buchkapitel
- Wahlkämpfe in den Ländern und der Blick zum Bund. In: Andrea T. Hermann, Daniela Ingruber, Flooh Perlot, Katrin Praprotnik, Christina Hainzl (Hrsg.): regional. national. föderal. Zur Beziehung politischer Ebenen in Österreich. Facultas, Wien 2016, S. 173–190.
- Die Kärntner Landtagswahl im Vergleich. In: Karl Anderwald, Peter Filzmaier, Karl Hren (Hrsg.): Kärntner Jahrbuch für Politik 2018. Hermagoras Verlag, Klagenfurt 2018, S. 57–69.
- Das Parlament: Nationalrat und Bundesrat. In: Katrin Praprotnik, Perlot Flooh (Hrsg.): Das politische System Österreichs. Basiswissen und Forschungseinblicke. Böhlau, Wien 2023, S. 157–186.